# Ral portuguès

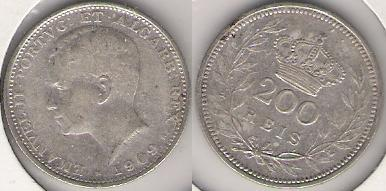
Peça portuguesa de 200 rals, de 1909

El réis és una deformació de la paraula portuguesa reais, plural de la moneda ral (que significa «pertanyent al rei» o «propi d'un rei»). Va ser la moneda de Portugal des de 1500 fins a 1911. Aquesta moneda portuguesa va reemplaçar el dinheiro al tipus d'1 ral = 840 dinheiros, abans que l'escut la reemplacés (a causa de la Revolució del 5 d'octubre de 1910) al tipus d'1 escut = 1000 rals.
Va començar a ser usada, en aquesta forma corrupta (réis en comptes de reais) en el regnat de Joan IV de Portugal (1640 – 1656), després del període de la monarquia espanyola a Portugal, que va durar des de 1580 a 1640.
Aquesta mateixa moneda va passar a ser usada també al Brasil (colònia de Portugal) des de mitjans del 1600 fins a la reforma monetària de 1942 (en què el bitllet de mil-rals es va convertir en un cruzeiro).
Físicament només han existit els seus múltiples, des dels V (réis) de coure, de 1749, quan regnava Joan V de Portugal (1706 – 1750), fins als 20.000 réis d'or al Brasil de 1922, que va ser l'última moneda en què va figurar la llegenda réis.